# موت فوضوي صدفة (مسرحية)
موت فوضوي صدفة أو الوفاة العرضية للأناركي (بالإيطالية: Morte accidentale di un anarchico) هي مسرحية سياسية ساخرة للكاتب الإيطالي داريو فو، نُشرت عام 1983. عُرضت لأول مرة في عام 1970. - ترجمها للعربية توفيق الأسدي، دار المدى للثقافة والنشر، أبو ظبي، الإمارات العربية المتحدة، 1999 تعتبر مسرحية كلاسيكية من القرن العشرين ، وقد تم عرضها في جميع أنحاء العالم في أكثر من أربعين دولة.  تستند المسرحية إلى تفجير ساحة فونتانا عام 1969 وإلى وفاة جوزيبي بينيلي أثناء استجوابه من قبل الشرطة. تحمل الرواية بين طياتها نقدًا عميقًا للسلطات الحاكمة، وتكشف عن التداخل بين الفساد السياسي والحقائق المغيبة عبر قصة تستند إلى أحداث واقعية وتحليل ساخر.

## العنوان
عنوان المسرحية يجمع بين التناقض والفلسفة، فهو يجمع كلمة "موت" الحتمية مع "فوضوي" الذي يشير إلى حالة اللا نظام و"صدفة" التي تفتح باب السؤال عن الحقيقة والقدر. العنوان نفسه يمثل جوهر الرواية التي تناقش كيف تُستخدم الفوضى والصدف لتغطية الحقائق السياسية المُظلمة.

## نبذة
تسرد المسرحية قصة وفاة مشبوهة لشخص يدعى جورجيو أنوني، حيث تُقدم الرواية سردًا يتأرجح بين الحقيقة والتضليل، بين السلطة التي تحاول تبرير موته وبين محاولات الكشف عن الحقيقة. عبر أحداث مشوقة، تأخذ الرواية القارئ في رحلة فكرية حول معنى الحرية والعدالة، ومدى قدرة الفرد على مواجهة الأنظمة الظالمة. تدور الأحداث في مركز شرطة، حيث يقوم "المجنون" – شخصية بارعة في التنكر والتمثيل – بانتحال شخصية قاضٍ للتحقيق في الحادث، ليُجبر رجال الشرطة على إعادة تمثيل الوقائع، ويكشف التناقضات، ويعرّي نفاق السلطة. عبر الفكاهة السوداء والسخرية، تضع المسرحية القارئ أمام تساؤلات حول العدالة، والحقيقة، ودور الإعلام، والفساد المؤسساتي، ومدى إمكان الفرد التصدي للأنظمة القمعية. تتميز المسرحية ببنيتها المفتوحة ونهايتها المزدوجة، حيث يُترك للجمهور الخيار بين العدالة الحقيقية أو التستر باسم القانون. يُعد هذا العمل من أبرز إنتاجات داريو فو، الذي فاز بجائزة نوبل للآداب سنة 1997، ويجسّد فيه التزامه المسرحي بالدفاع عن المهمشين، وتفكيك الخطاب الرسمي للسلطة من خلال الكوميديا والذكاء المسرحي.

## الشخصيات
- جورجيو أنوني: رمز المواطن الذي يُحارب من أجل كشف الحقيقة وسط قمع السلطة. هو الشخصية المحورية في المسرحية، رجل مضطرب نفسيًا لكنه شديد الذكاء، يتمتع بقدرة هائلة على التقمّص والتمثيل. من خلاله تنقلب السلطة رأسًا على عقب، فهو منتحل أدوار يتحدى من خلالها النظام البوليسي: مرة يُجسّد قاضيًا، ومرة خبيرًا جنائيًا. يعكس المجنون الدور العلاجي والهدّام للجنون، ويصبح لسان حال الحقيقة في مواجهة الكذب المؤسساتي
- المفتش فرانشيسكو بيرتوزو : محقق رتيب وغير بارع، يتم التلاعب به بسهولة من قبل المجنون. يُجسّد البيروقراطي الأعمى الذي ينفّذ الأوامر من دون تمحيص
- المفتش أنتونيو بيساني: شخصية أكثر عدوانية من بيرتوزو، يمثل القوة القمعية المباشرة. يحاول إخفاء الحقيقة بكل الوسائل، لكنه ينفضح بتناقض أقواله تحت ضغط استجوابات المجنون.
- المدير (المشرف): أعلى سلطة داخل مركز الشرطة. يتدخل بعصبية عندما تتورط الشرطة بالكشف غير المقصود عن الحقيقة، وهو من يدفع بالفوضوي إلى النافذة.
- الشرطي: شخصية ثانوية لكنها محورية في إعادة تمثيل الأحداث، تفضح أقواله التناقضات في الرواية الرسمية.
- ماريا فيليتي: صحفية ذكية وملتزمة، تمثل الإعلام المستقل والواعي. تأتي للتحقيق في ملابسات الوفاة، وتواجه السلطات بأسئلتها الدقيقة، لكنها تتردد أمام خيار كشف الحقيقة أو التواطؤ..[3]

## الأثر
أثرت المسرحية تأثيرًا بالغًا في المسرح والسياسة الإيطالية، حيث تحولت إلى رمز لمناهضة الفساد والظلم. كما تم تحويلها إلى أعمال مسرحية وأفلام ناقشت قضايا السلطة والقمع، ودرسها الأكاديميون كنموذج للتمرد عبر الفن.

## الجوائز
نال داريو فو جائزة نوبل في الأدب عام 1997، وشُيدت الرواية كمثال حي على جرأته الفنية في مواجهة السلطة والظلم، مما ساهم في اعتراف عالمي بمكانته الأدبية والسياسية.

## اقتباسات
- "الفوضى ليست نهاية، بل بداية رؤية جديدة للحقيقة."
- "الضحك في وجه القمع هو أسمى أنواع المقاومة."
- "الموت المفاجئ لا يميت الحقيقة، بل يحييها في النفوس الحرة."